# Бусяж (река)
Бусяж (бел. Бусяж), в верховьях — Мизгиревка — река в Слонимском районе Гродненской области, Пружанском и Ивацевичском районах Брестской области Белоруссии, правый приток реки Гривды (бассейн Немана).
Длина реки — 22 км. Площадь водосбора — 160 км², из которых 8 % заняты лесом. Средний наклон поверхности водосбора — 0,7 ‰.
Начинается возле деревни Кавали Пружанского района, течёт в юго-восточном направлении через Мизгири, Болты, Бусяжь, Ходорки. Русло канализированное, ширина в верховьях — 5 метров, глубина — от 1 до 1,4 м. Впадает в Гривду напротив урочища Ольшанка.